# فرانچسکو لا مکچیا
فرانچسکو لا مکچیا (انگلیسی: Francesco La Macchia؛ ۹ اکتبر ۱۹۳۸ – ۳۱ ژوئیهٔ ۲۰۱۷) ورزشکار اهل ایتالیا بود.
وی در مسابقات کشوری و بین‌المللی در مجموع برندهٔ ۱ مدال نقره شده‌است.